# Файв Стар Медиа
Продуцентска къща Файв Стар Медиа/Five Star Media е специализирана в създаването на презентационни и документални филми. Продуцентската къща работи с популярни имена в кинодокументалистиката и рекламния бизнес от България, Великобритания, САЩ, Русия, Испания. Тя поддържа мрежа от сценаристи, режисьори, оператори, актьори, преводачи от цяла Европа и Америка… Компанията притежава сайта за документално кино documentarybg.com и онлайн телевизията danubetv.com. Five Star Media работи в тясно сътрудничество със специализираната в производството на индустриални филми и живи предавания Продуцентска къща In Frame /наследник на испанската Quadro Productions/.
От 2013 година Българската Национална телевизия излъчва поредицата „Световните градове на България“ на продуцентска къща Five Star Media.
Филмът „Sofia – the History of Europe“ – разказва за българската столица в цялата ѝ история. Гледан е от над 500 хиляди души по цял свят само за няколко месеца и от над 2 милиона души по Би Ти Ви на 17 септември 2011 г. Излъчван е десетки пъти и по трите канала на БНТ. Филмът е носител на различни престижни награди на международни конкурси. Прожектиран е във всички културни центрове на България по света. През 2011 беше част от кампанията на МВнР за популяризиране на културата на България.
„Варна – Prima Europaea“ е филм, с който Морската столица се оказа популярна и в САЩ.
Филмът „Брацигово – Майсторите, които върнаха времето напред“ спечели наградата за документален филм на 11-о издание на Международния фестивал на туристическия филм „На Източния бряг на Европа“ във Велико Търново.
Филмът „Малко Търново – Царството на светлината“ спечели специалната награда на журито на международния фестивал „На Източния бряг на Европа“ през април 2015. Лентата се конкурираше с продукции с милионни бюджети, произведени по поръчка на националните туристически бордове на Бразилия, Индонезия, Тайланд, Франция. Решението си да награди „Царството на светлината“ журито обоснова така: „Убедителен разказ за историята на Малко Търново, която се оказва неочаквано богата. Всичко това на фона на мистиката на Странджа“.
„Перник – Една внезапна спирка“ отбеляза над 30 000 гледания в You Tube само за 14 дни. Той е гледан в над 50 страни по целия свят и с уникалните си кадри под земята спечели българските зрители. Филмът беше номиниран на международния фестивал „На Източния бряг“ през 2015.
От януари 2015 медийната група работи по международния филмов проект „People of the Future`s Past, Buildings from the Past`s Future“ – за някои от най-забележителните градове на света. Първият филм от поредицата е за Истанбул.

## Филмография
1. „София – Историята на Европа“ (2010 г.)
```
сценарист: Александър Перпелиев
режисьор: Степан Поляков
оператори: Стефан Куцаров, Никола Барбов
композитор: Симеон Германов
```

2. „Батак – Долина на светци“ (2012 г.)
```
сценаристи: Александър Перпелиев, Степан Поляков
режисьор: Степан Поляков
оператор: Никола Барбов
композитор: Симеон Германов
```

3. „Западната порта на Източната Римска империя“ (2012 г.)
```
сценарист: Степан Поляков
режисьор: Степан Поляков
оператори: Исабела Ернандес, Георги Василев, Никола Плаков
композитор: Симеон Германов
```

4. „Добрич – градът на Помирението“ (2012 г.)
```
сценарист: Степан Поляков
режисьори: Степан Поляков, Джонас Толкингтън
оператор: Георги Василев
композитор: Майкъл Доминик Блек
```

5. „Бялата приказка на Черно море“ (2012 г.)
```
сценарист: Степан Поляков
режисьор: Пьотр Ковалчик
оператори: Георги Василев, Никола Плаков
композитор: Симеон Германов
```

6. „Варна – Прима Европа“ (2011 г.)
```
сценарист: Александър Перпелиев
режисьор: Степан Поляков
оператор: Никола Барбов
композитор: Майкъл Доминик Блек
```

7. „Майсторите, които върнаха времето напред“ (2014 г.)
```
сценарист: Степан Поляков,
режисьор: Степан Поляков,
оператор: Момчил Александров,
композитори: Валери Пастармаджиев, Марк Босани
```

8. „Една внезапна спирка“ (2014 г.)
```
сценарист: Степан Поляков,
режисьор: Степан Поляков,
оператор: Момчил Александров,
композитор: Симеон Германов.
```

9. „Полски Тръмбеш – 17 км път в бъдещето“ (2014 г.)
```
сценарист: Александър Перпелиев,
режисьор: Степан Поляков,
оператор: Момчил Александров,
композитор: Симеон Германов.
```

10. „Малко Търново – Царството на светлината“ (2014 г.)
```
Оператор – Момчил Александров
Режисьор – Степан Поляков
Сценарист – Степан Поляков
Композитор – Симеон Германов
```

11. „Севлиево – пуритани в Ориента“ (2014 г.)
```
Оператор – Момчил Александров
Режисьор – Степан Поляков
Сценарист – Никола Бошнаков
Композитор – Симеон Германов
```

12. „Враца – на път докрая“ (2014 г.)
```
Оператор – Момчил Александров
Режисьор – Степан Поляков
Сценарист – Степан Поляков
Композитор – Симеон Германов
```

13. „Сапарева баня – началото на началото“ (2013 г.)
```
Сценарист – Степан Поляков
Режисьор – Степан Поляков
Оператор – Филип Маринов
Композитор – Симеон Германов
```

14. „Ямбол – градът на живата магия“ (2013 г.)
```
Режисьор – Степан Поляков
Оператор – Момчил Александров
Сценарист – Александър Перпелиев
Композитор симеон Германов
```

15. „Етрополе – истории за величие“ (2013 г.)
```
Режисьори – Степан Поляков, Джонас Толкингтън
Оператор – Филип Маринов
Сценарист – Александър Перпелиев
Композитор Симеон Германов
```

16. „Стара Загора – Свидетел на Историята“ (2013 г.)
```
Режисьор – Степан Поляков
Оператор – Момчил Александров
Сценарист – Александър Перпелиев
Композитор Симеон Германов
```

17. „Асеновград – Небесният Йерусалим“ (2013 г.)
```
Режисьор – Степан Поляков
Сценарист – Александър Перпелиев
Оператор – Валентин Атанасов
Композитор – Симеон Германов
```

18. „Плевен – вълни по равнината“ (2016 г.)
```
Режисьор – Степан Поляков
Оператор – Момчил Александров
Сценарист – Степан Поляков
Композитор – Симеон Германов
```

19. „Светът е Берое“ (2016 г.)
```
Режисьор – Степан Поляков
Оператор – Момчил Александров
Сценарист – Степан Поляков
Композитор – Майкъл Блек, Стефан Вълдобрев
```

Продукциите на Five Star Media Group достигат до целия свят. Филмите се излъчват по БНТ2, БНТ Свят, а вече и по българската BG7TV, която се излъчва по 379/ 679 и ефирен 24.4 канали на Comcast Cable Channels – най-големият кабелен оператор в САЩ и Канада. Онлайн телевизията – DanubeTV, популярният сайт – documentarybg.com, и двата You Tube канала предлагат допълнителен достъп до продукцията на Файв Стар Медиа.

## ПРОЕКТ DEUS NOBISCUM/БЪЛГАРИЯ В БЛЯСЪК
Документалният филм Deus Nobiscum/България в блясък е вдъхновен от исторически фото-албум, излязъл през юни 2015 година. Пълнометражният документален филм разкрива малко известни факти, биографии, кадри и фотографии от периода 1878 – 1947 г., когато е възстановено Царство България след пет века османско владичество. Този филм показва европейското развитие на страната, представя елита на Царство България, отгледан без благороднически титли, но с благородническо самочувствие и възпитание, готов да служи на Родината за постигане на националните идеали. Как са живели тези хора, как са изглеждали – точно това ще видите в този филм. Разбира се, и какви са династическите им връзки с Дворовете на Великобритания, Австро-Унгария, Русия, Франция, Германия... Краят на 19 век до средата на 20-и. Времето на Третото Българско царство. Един период, в който България ще се върне отново на Европейската сцена, а София, Пловдив и Варна ще се наредят сред най-хубавите и очарователни европейски градове.